# G. G. Vikey
Gustave Gbénou Vikey, dit G. G. Vikey, né en septembre 1944 à Bopa au Dahomey et mort le 15 mai 2013 à Cotonou au Bénin, est un compositeur et interprète béninois. Son album le plus connu est Le chantre de la négritude et sa guitare africaine.

## Biographie
Gustave Gbénou naît à Bopa en septembre 1944. Il commence à se faire connaitre au Bénin dans les années 1960 et c'est avec un titre sorti en 1969, Vive les mariés, qu'il obtient la consécration, titre pour lequel il reçoit en 2003 le prix du Kunde d'or des mains de la femme du président du Burkina Faso Blaise Compaoré.
Il entre dans la fonction publique en juin 1968, devient haut fonctionnaire de l'État et occupe notamment le poste de directeur général de la Loterie nationale du Bénin.
G. G. Vikey meurt le 15 mai 2013 dans une clinique à Cotonou, à l’âge de 69 ans. Il est inhumé le 28 juin 2013 dans sa résidence, à Arkonville, dans la commune d'Abomey-Calavi.

## Postérité
En Afrique et dans son pays natal, le Bénin, il est considéré par beaucoup comme un véritable précurseur de la musique africaine, certains critiques lui ayant même décerné le titre de « meilleur poète béninois des années 60 ».[réf. nécessaire]
Deux rues portent son nom, l'une à Cotonou et l'autre à Bopa, sa ville d'adoption.[réf. nécessaire]

## Distinctions et décorations
Commandeur de l'ordre national du Bénin (2010).

## Discographie
- Le chantre de la négritude et sa guitare africaine (Volume 1, 2003)

1. Gentlemen Vikey
2. Vikey Au Paradis
3. Kante Facelli
4. Davi
5. La Roue Tournera
6. La Berceuse Du Mono
7. Je Vous Remercie
8. Nostalgie Africaine
9. Viva L'Afrique
10. Aujourd'hui Je Pleure
11. Que Dieu Te Benisse
12. No Ahue
13. Vikey Est Mort
14. Président Vikey
15. La Fête Au Village
16. Va-T'en Donc

- Le chantre de la négritude et sa guitare africaine (Volume 2, 2003)
- Renaissance (Album 1984)